# Pyrgomorphella minuta
Pyrgomorphella minuta är en insektsart som beskrevs av Vitaly Michailovitsh Dirsh 1963. Pyrgomorphella minuta ingår i släktet Pyrgomorphella och familjen Pyrgomorphidae. Inga underarter finns listade i Catalogue of Life.